# 카피사 왕국
카피사 왕국(Kingdom of Kapisa)은 서기 1천년기 후반 현재의 아프가니스탄에 위치한 국가로, 수도는 카피사였다. 카피사 왕국은 북쪽으로는 힌두쿠시산맥부터 남쪽과 서쪽으로는 바미얀과 칸다하르까지, 동쪽으로는 오늘날의 잘랄하바드구까지 뻗어 있었다.
카피사라는 이름은 선사 시대부터 이 지역에 대한 오래된 이름이 산스크리트어화된 것으로 보인다. 기원전 329년 알렉산드로스 대왕에 의해 정복된 이후, 이 지역은 고대 이름이 남아있는 것으로 보이지만, 그리스 세계에서는 캅카스의 알렉산드리아로 알려져 있었다.
서기 600년경, 중국 당나라의 승려인 현장은 카피사를 순례하여 그곳에서 쌀과 밀의 재배와 왕에 대해 묘사했다. 그의 연대기에서, 그는 카피사에 6,000명이 넘는 대승 불교 승려들이 있었다고 말한다. 7세기 중국 연대기인 수서에서, 카피사는 조나라(漕國)로 알려져 있는 것으로 보인다. 다른 중국 작품에서는, 카피사를 계빈(罽賓)으로 불렀다.
7세기에서 9세기 사이에 왕국은 튀르크 샤히에 의해 지배되었다. 한때 바그람은 왕국의 수도였지만 7세기에 카피사의 권력 중심이 카불로 옮겨갔다.

## 카피시
카피시(Kapiśi, 迦畢試) 또는 카피사는 카피사 왕국의 수도였다. 왕국의 이름이 오늘날 아프가니스탄의 카피사주의 어원이 되었지만, 고대 도시 카피사는 오늘날 파르완주 바그람 인근에 위치했다.
카피사에 대한 첫 번째 언급은 기원전 5세기 인도 학자 파니니의 글에 등장한다. 파니니는 카피사 왕국의 도시인 카피시를 언급한다. 파니니는 또한 카피사의 유명한 포도주인 카피사야나를 언급한다. 카피시는 또한 네자크 훈족뿐만 아니라 아폴로도토스/유크라티데스의 인도-그리스 동전에도 카비시예로 등장한다.
1939년 고고학의 발견은 카피사가 카피사야나 와인의 매장지였다는 것을 확인시켜 주었는데, 이 지역의 포도(카피샤야니 드락샤)와 와인(카피사야니 마두)은 여러 고대 인도 문헌에서 언급되고 있다. 마하바라타는 또한 이 도시의 노예제도의 일반적인 관행에 주목했다. 불에 탄 가구에서 살아남은 베그람 상아는 중요한 예술적 발견물이었다.
서기 644년에 방문한 중국인 순례자 현장에 따르면, 후대에 카피사는 람파카, 나가라하라, 간다라 그리고 바누를 포함한 10개의 이웃 주들을 지배하고 있는 크샤트리아 불교 왕에 의해 통치된 왕국의 일부였던 것으로 보인다. 현장은 이 지역에서 온 선종 말들에 주목하고, 또한 유황이라고 불리는 향기로운 뿌리뿐만 아니라 많은 종류의 곡물과 과일의 생산에 주목한다.

## 어원

### 캄보자와의 동등성

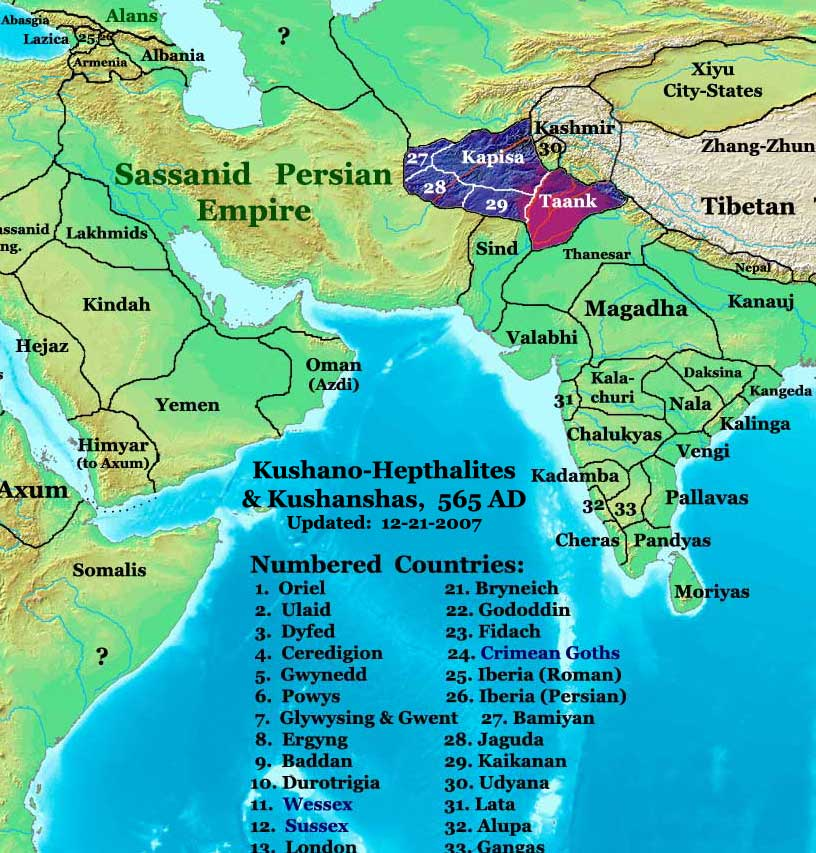
서기 565년의 아시아, 카피사와 그 이웃 국가들을 보여준다.

학계에서는 카피사가 산스크리트어 캄보자와 동등하다고 본다. 즉, 캄보자와 카피사는 동일한 외래어(산스크리트어로 적절히 음역될 수 없었던)를 표현하려는 두 가지 시도로 여겨진다. 역사가 S. 레비는 고대 페르시아어 캄부지야(Ka(m)bujiya) 또는 카운보지야(Kau(n)bojiya), 산스크리트어 캄보자, 그리고 카피사가 모두 어원적으로 동일한 외래어를 지칭한다고 주장한다.
심지어 3세기 불교 탄트라 경전 마하마유리(Mahamayuri)의 증거(카피샤(Kapisha)를 카부샤(Kabusha)로 사용함)와 카슈미르의 산스크리트 아차리야 크셰멘드라(11세기)의 라마야나-만즈리(Ramayana-manjri)는 카피사와 캄보자를 명확히 동일시하여 전자를 후자로 대체한다. 따라서 카피사와 캄보자가 동등하다는 것을 충분히 증명한다. 저명한 인도 역사 시리즈인 인도인의 역사와 문화(History and Culture of Indian People)에 따르면, 카피사와 캄보자는 동등하다. Dr Moti Chandra, Dr Krishna Chandra Mishra 등의 학자들도 카르파시카(Karpasika)(마하바라타의)와 카피사(Kapisa)(중국 문헌의 키핀/카핀/치핀)가 동의어라고 썼다.
따라서 카르파시카와 카피사는 본질적으로 산스크리트어 캄보자와 동등하다. 그리고 파니니 용어인 카피시는 고대 캄보자의 수도였던 것으로 여겨진다. 실제로 카피사(중국 기록의 키핀, 케핀, 카핀, 치핀)는 힌두쿠시산맥 남동쪽에 위치한 파로파미사다이 지역의 캄보자 왕국을 지칭한다. 이 지역은 고대에 아슈바카야나 (그리스어: 아세케노이)와 아슈바야나 (그리스어 아스파시오) (참조) 캄보자 하위 부족들이 거주했다. 서사시 마하바라타는 두 개의 캄보자 정착지를 언급하는데, 하나는 다라다 (길기트의)에 인접한 캄보자라고 불리며, 카피리스탄에서 남동쪽 카슈미르의 라조리/푼치 지역까지 뻗어 있다. 반면, 원래의 캄보자인 파라마 캄보자는 힌두쿠시산맥 북쪽 트란스옥시아나 지역, 주로 바다흐샨과 파미르/알라이 계곡에 위치했으며, 스키티아 땅의 리시카와 이웃했다. 심지어 클라우디오스 프톨레마이오스도 두 개의 캄보자 영토/또는 민족을 언급한다. 즉, (1) 힌두쿠시산맥 북쪽 아무다리야 강변 박트리아/바다흐샨에 위치한 탐비조이와 (2) 힌두쿠시산맥 남쪽 파로파미사다이에 위치한 암바우타이이다. 클라우디오스 프톨레마이오스의 코모이(Komoi) 씨족도 박트리아 북쪽의 소그디아나 산악 지역에 거주하며, 학자들은 캄보자 민족을 나타내는 것으로 본다.
시간이 지나면서, 파로파미산 정착지는 본래 캄보자로 불리게 되었고, 힌두쿠시산맥 북쪽 트란스옥시아나에 위치한 원래 캄보자 정착지는 '파라마-캄보자', 즉 가장 먼 캄보자로 알려지게 되었다. 일부 학자들은 파라마 캄보자를 '우타라-캄보자', 즉 북부 캄보자 또는 먼 캄보자라고 부른다. 카피사-캄보자 동등성은 파로파미사다이 캄보자 정착지에도 적용된다.

## 카피사인의 신체적 특징
현장의 여행에 대한 현존하는 기록에 따르면 "카피사(카이피치) 사람들은 잔인하고 사납다. 그들의 언어는 거칠고 조잡하다. 그들의 결혼식은 단순히 성별의 혼합에 불과하다. 그들의 문학은 토카리스탄 나라와 같지만 관습, 공통어, 행동 규칙은 다소 다르다. 옷은 털옷(양모)을 사용하며, 의복은 모피로 장식한다. 상업에서는 금화와 은화, 그리고 작은 구리 동전을 사용한다. 현장은 또한 카피사의 왕이 크샤트리야 카스트라고 썼다. 그는 영리한 성격(천성)을 가지고 있으며 용감하고 단호하여 약 10개의 인접국을 복속시켰다."
학자들에 따르면, 현장이 묘사한 카피사에서 라자푸라에 이르는 사람들의 특징 대부분은 불교 경전 부리닷타 자타카와 위대한 인도 인도 서사시 마하바라타에 묘사된 캄보자족의 특징과 잘 일치한다. 더욱이 마하바라타의 드로나 파라바(Drona Parava)는 라자푸람(Rajapuram)이 서사시 캄보자족의 대도시였음을 분명히 증명한다. 마하바라타의 라자푸람(=라자푸라)(현장의 호브셰풀로틀:What?)은 현대 남서부 카슈미르의 라조리(Rajauri)와 동일시된다. 문화적으로 볼 때, 카피사는 상당한 이란의 영향을 받았다.

## 카피사/카불의 초기 샤히 왕조
카피사/카불의 초기 샤 왕조(소위 튀르크 샤히)는 아마도 5세기 초부터 870년까지 통치했을 것으로 여겨지지만, 그들의 혈통은 아직 불분명하다. 모든 고대 사료들은 카피사의 통치자들이 인도 출신의 크샤트리야였으며 아요디야 출신임을 주장했다는 점에 이의를 제기하지 않는다. 기원전 5세기에 글을 쓴 파니니, 수세기 후 왕들을 방문한 중국 여행자들, 심지어 중국 여행자들보다 5세기 후에 글을 쓴 칼하나도 그들의 인도 크샤트리야 기원에 동의한다.
그들의 민족성은 아마도 혼합되었지만, 그들은 나머지 인도와 마찬가지로 불교와 힌두교를 모두 실천했다. 다양한 학자들은 그들의 혈통을 다른 민족과 연결시킨다. 11세기 무슬림 역사가 알비루니의 샤히 왕조 초기 역사에 대한 혼란스러운 설명은 주로 민속에 기반을 두고 있기 때문에 카피사/카불의 초기 샤히 왕조의 정확한 정체성에 대한 신뢰를 주지 못한다. 한편으로는 그들을 힌두인이라고 부르면서 튀르키예인의 후손이라고 주장하지만, 동시에 티베트 기원/후손이라고도 주장한다.
일부 저자들은 쿠샨 제국 및 누리스탄의 바시굴 계곡에 있는 카타족 (카토르/카티르) 부족이 샤히 왕조의 기원이라고 제안했다. V. A. 스미스는 초기 샤히 왕조를 쿠샨 왕조의 방계라고 부르지만, 이에 대한 증거를 제시하지 않는다. H. M. 엘리엇은 샤히 왕조를 카타족과 쿠샨 왕조 모두와 연결시킨다. 조지 스콧 로버트슨은 카타족이 힌두 부족 집단인 시야포시(시아 포쉬)에 속한다고 말한다. 찰스 프레드릭 올덤은 샤히 왕조를 카타족과 펀자브의 타카족과 동일시하며, 올덤은 그들을 나가 숭배자라고 묘사한다. (올덤은 또한 카타족 및 타카족과 하자라인 [ "나가-태양 숭배 우라사스"], 아비사라, 간다라, 캄보자, 다라다족 간의 연관성을 주장한다.)
D. B. 판데이는 초기 카불 샤히 왕조의 혈통을 후나족으로 거슬러 올라간다. 비샨 싱과 K. S. 다르디 등은 카불 샤히 왕조를 고대 크샤트리야 씨족인 캄보자/간다라족과 연결시킨다. 7세기 한족 중국의 불교 순례자 현장은 인도(629년 ~ 645년)를 방문하여 카피사의 통치자를 불교를 믿는 크샤트리야 카스트라고 불렀다.
12세기 카슈미르 역사가이자 유명한 라자타랑기니의 저자인 칼하나도 간다라/와이힌드의 샤히 왕조를 크샤트리야라고 불렀다. 다양한 출처의 이러한 초기 기록들은 그들을 크샤트리야 통치자와 그의 왕조를 의심할 여지 없이 힌두 혈통과 연결시킨다. 더욱이, 칼하나는 샤히 왕조의 역사를 서기 730년 또는 그 이전으로 거슬러 올라가지만, 샤히 왕조의 전체 역사에서 샤히 왕조의 교체를 언급하지 않는다.
파니니의 아스타댜이, 하리밤사, 바유 푸라나, 마누 법전, 마하바라타, 그리고 카우틸랴의 아르타샤스트라와 같은 고대 인도 사료들은 캄보자족과 간다라족을 크샤트리야로 명시한다. 올라프 카로에에 따르면, "초기 카불 샤히 왕조는 어떤 의미에서 쿠샨-에프탈 행정 전통의 상속자였으며 시간이 지남에 따라 더 힌두화된 형태를 가져왔다. 이슬람 첫 두 세기 동안 그곳을 통치했던 이 초기 샤히 왕조의 정확한 혈통을 확립할 수 있는 문서적 증거나 식별 가능한 동전은 아직 카불 상류 계곡에 존재하지 않는다."
카피사/카불의 초기 샤히 왕조의 혈통은 여전히 추측에 불과하며, 카불 샤히 왕조가 쿠샨-에프탈 행정 전통과 정치 제도를 계승했다고 해서 반드시 이전 왕조, 즉 쿠샨족이나 에프탈족과 연결되는 것은 아니다. 5세기부터 약 794년까지 그들의 수도는 힌두쿠시산맥 남쪽 캄보자족의 고향인 카피사였으며, 이들은 대중적으로 아슈바카족이라고도 알려져 있다. 아랍 무슬림들이 샤히 왕국을 침략하기 시작한 후, 카피사의 샤히 통치자들은 수도를 카불로 옮겼다(870년까지). 알비루니의 기록은 초기 샤히 왕조의 마지막 왕이 라가투르만(카토르만) 왕이었는데, 그의 브라만 와지르인 칼라르에 의해 전복되고 투옥되었다고 주장한다. 알비루니가 브라만 와지르가 샤히 왕조의 통제권을 장악했다고 언급한 것은 사실 칼라르(및 그의 후계자들)가 베다 브라만교 추종자였음을 의미하며, 샤히 카토르만(라가투르만)이나 그의 전임 샤히 통치자들이 확고한 불교 신자였다는 사실과 대비된다. 종교의 변화가 왕조의 변화로 혼동되었을 가능성이 매우 높다. 어쨌든 이것이 알비루니의 기록에 따르면 소위 힌두 샤히 왕조의 시작이었다.

## 같이 보기
- 카피사의 어원
- 카피사주 (현대 아프가니스탄)